# Club Atlético Terremoto
El Club Atlético Terremoto es un novel equipo uruguayo de fútbol, fundado en el año 2009. Tiene base en los barrios Buceo y Malvín de Montevideo.
Si bien representa una continuidad a nivel de fútbol mayor de los mismos colores, no tiene relación institucional con el Club Social y Deportivo Terremoto, histórico club de baby fútbol (fútbol infantil) instalado en la misma zona, pero sí todos sus fundadores fueron exjugadores, dirigentes y entrenadores del club de baby fútbol.
Participa actualmente de la Primera División Amateur (tercera categoría).

## Historia
El 3 de setiembre de 2009 logró la afiliación como miembro de la Asociación Uruguaya de Fútbol, y así adquirió el derecho de participar en la temporada 2009/2010 de la Segunda División B (tercera categoría). Curiosamente, su primer gol lo marcó el presidente del club, Pablo Herrera.Participó esa una única temporada, al tener inconvenientes para afrontar los compromisos económicos de las siguientes temporadas. Sin embargo, el club continuó compitiendo con suceso en otras disciplinas de la Asociación, como son el fútbol sala y el fútbol playa, dónde tuvo varios seleccionados al combinado nacional.
En 2023 se crea una SAD y con una fuerte inversión económica, el equipo vuelve a presentarse en las canchas de fútbol 14 años después y manteniendo su plaza en la Primera División Amateur donde compite actualmente. En esta nueva era, se han colocado la camiseta de Terremoto algunos famosos futbolistas en el cierre de sus carreras, tales como Diego Arismendi o Alexis Rolín entre otros. 

## Uniforme
Los colores del club son el rojo, negro y blanco; colores característicos de la zona del Buceo, impuestos por las diferentes expresiones culturales del barrio. 
- Uniforme titular: Camiseta roja con cruz blanca, pantalón blanco, medias negras.
- Uniforme alternativo: Camiseta negra con una franja horizontal roja y otra negra dentro de una más ancha de color blanco, pantalón blanco, medias blancas.

## Datos del club
Datos actualizados a la temporada 2025 inclusive.
- Temporadas en Primera División Amateur: 4° (2009-10, 2023, 2024, 2025)
- Primer partido: Villa Teresa 4 - Terremoto 1 (27 de setiembre de 2009).
- Primer gol: Pablo Herrera (mismo partido).
- Primera victoria: Terremoto 3 - Parque del Plata 1 (1 de noviembre de 2009).[4]